# Aeroportul Internațional Enfidha – Hammamet
Aeroportul Internațional Enfidha – Hammamet (IATA: NBE, ICAO: DTNH) este un aeroport din Enfidha, Guvernoratul Sousse, Tunisia ce deservește zona Enfidha. Aeroportul a fost tranzitat în 2019 de 1.453.863 de pasageri. A fost deschis în 1 decembrie 2009 și numit după zona deservită.
Situat la o altitudine de 6 m, aeroportul dispune de 1 pistă. Este operat de TAV Airports Holding⁠(d).

## Infrastructură

### Piste
Aeroportul dispune de o singură pistă. Pista are orientarea 09/27.